# Wust (Wust-Fischbeck)
Wust ist ein Ortsteil der Gemeinde Wust-Fischbeck im Landkreis Stendal in Sachsen-Anhalt, (Deutschland).

## Geographie

### Lage
Wust, ein Dorf mit Kirche, liegt in einem von zahlreichen Gräben und Bächen durchzogenen sandigen und vornehmlich von Kiefern bestandenen Flachland im sogenannten Kattewinkel zwischen der Elbe, dem Land Schollene und dem Jerichower Land, dem Namensgeber des südlich angrenzenden gleichnamigen Landkreises. Die Städte Stendal und Rathenow sind rund 18 Kilometer von Wust entfernt.
Der Waldpark Wust ist seit 1967 ein geschützter Park.

### Ortsteilgliederung
Zum Ortsteil Wust gehört der nordöstlich liegende Wohnplatz Ausbau, auch Gehöft im Felde genannt.

## Geschichte

### Mittelalter bis Neuzeit
Im Jahre 1240 wurde das Dorf erstmals erwähnt als villa Wostitz in der Bestätigungsurkunde des Magdeburger Erzbischofs Wilbrand zur Donation des Bischofs von Havelberg für die Kirche in Wust.
In den Lehnbüchern der Magdeburgischen Erzbischöfe ab 1370 heißt der Ort West, Wust, Wͤst, Frictzo und Henricus Katze (Katte) gehörten 7 Hufen, 1399 Uͤest, Hermann Ludersdorf gehörten 2 Hufen, und Wust, Hinrik Katte auf Zollchow gehörten 15 Hufen.
Heinrich Katt, der von 1380 bis 1392 in Urkunden erscheint, war bereits Gutsherr auf Wust, ferner auf Zollchow und Redekin. Seither gehörte Wust bis zur Enteignung 1945 Mitgliedern der Katteschen Familie. Das Adelsgeschlecht bildete eine eigene Familienlinie Wust heraus, so dass mit Heinrich von Katte bis 1588, Hans von Katte bis 1622, dem Hauptmann zu Ziesar Heinrich Christoph von Katte bis 1638 sowie Hofmarschall Hans jun. von Katte (1633–1684) bald eine konstante genealogische Entwicklung einsetzte.

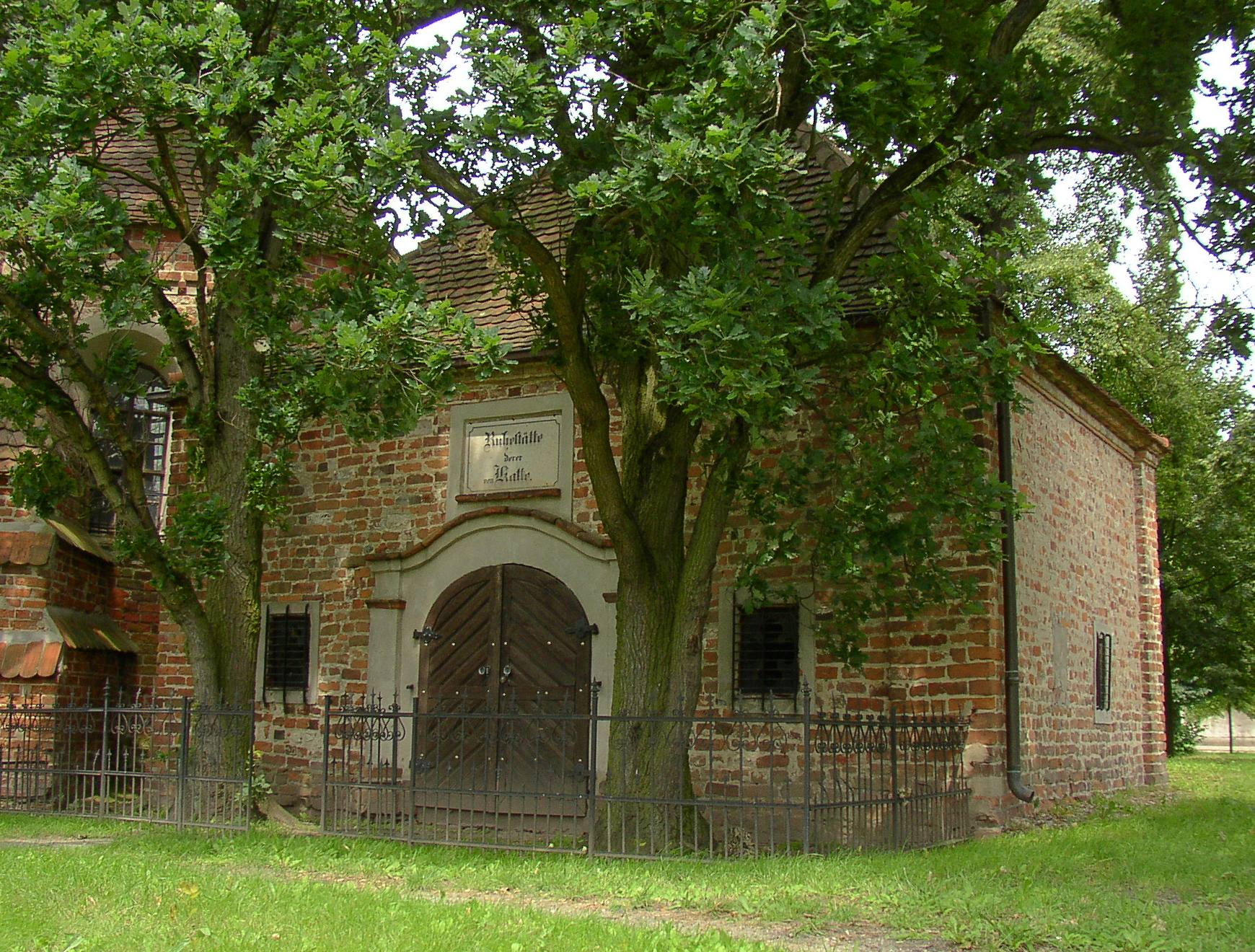
Ostgruft derer von Katte

Hans Hermann Katt, heutzutage bekannt unter dem Namen Hans Hermann v. Katte, der Sohn des damaligen Eigentümers von Wust, Hans Heinrich Katt, hatte 1730 Kenntnis von der geplanten Flucht des preußischen Kronprinzen und späteren Königs Friedrich II., mittels welcher dieser vor der väterlichen Tyrannei fliehen wollte. Die Flucht misslang dem Kronprinzen und im Nachgang wurde bekannt, dass Hans Herrmann Katt diesen Fluchtplan gedeckt hatte. Hans Herrmann wurde durch das Militärgericht zu lebenslanger Kerkerhaft verurteilt. Der König, Friedrich Wilhelm I., schärfte jedoch dieses Urteil und verfügte die Hinrichtung. So wurde Hans Herrmann am 6. November 1730 vor den Augen des Kronprinzen in Küstrin hingerichtet. Die Gebeine Hans Herrmanns ruhen in der 1706/07 auf Geheiß seines Vaters Hans Heinrich Katt errichteten Kattegruft, die sich unmittelbar der romanischen Dorfkirche anschließt. Theodor Fontane besuchte Wust ob dieser lokalen Besonderheit und beschrieb es in seinen Wanderungen durch die Mark Brandenburg.

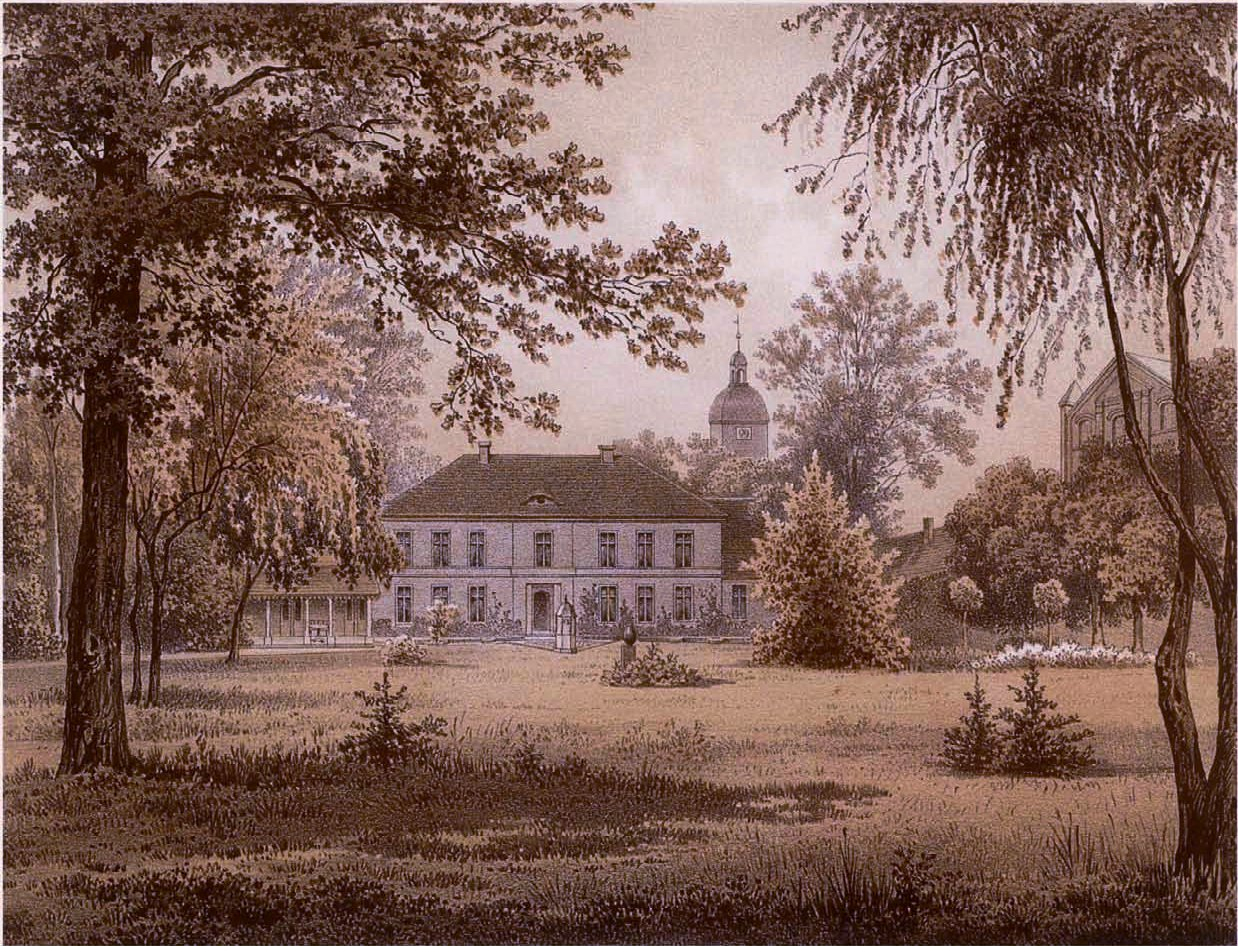
Rittergut Wust um 1875/77, Sammlung Alexander Duncker

Östlich des Dorfes lag bis in die Mitte des 19. Jahrhunderts die Wustsche Holländerei. Im letzten Drittel des 19. Jahrhunderts starb mit den Brüdern Wilhelm von Katte und Alfred von Katte, beide in der Jugendzeit Zöglinge an der Ritterakademie am Dom zu Brandenburg, die direkte Linie Wust aus. Das Gut blieb über den Lehnverband des Adelsgeschlechts als Lehngut aber mindestens bis Hans Emil von Katte-Wust (1819–1889) in Familienhand. Er gilt nach dem Gothaischen Genealogischen Taschenbuch als letzter Herr auf Wust und war mit Marie von Klützow-Dedelow verheiratet.
Nördlich des Dorfes im Trübenbruch lag bis 1966 die Kolonie Schönwalde, errichtet um 1790 als Kolonistengut auf dem „Schwedenhorst“ vom Geheimen Regierungsrat Schönwald in Merseburg. Die Kolonie war zuletzt bewohnt von der Familie Hoff.

### Archäologie
Etwa zwei Kilometer nordwestlich des Dorfes in der Niederung „Der Trüben“ liegt der Burgwall Wust, ein altslawischer Burgwall, datiert in die Zeit zwischen 8./9. und 10. Jahrhundert. Seine Konturen sind auch heute noch in der Landschaft gut sichtbar. Der Durchmesser der Anlage beträgt etwa 90 Meter und der Wall ist vier bis fünf Meter hoch.
Von der slawischen Besiedlung des Ortes aus der Zeit zwischen 9. und 10. Jahrhundert zeugen Oberflächenfunde zweier altslawischer Siedlungen am Talsandhügel „Wäschersberg“ und an der „Schwarzen Weetkuhle“, nordwestlich des Dorfes. Die geborgenen Scherbenfunde werden im Kreismuseum Jerichower Land aufbewahrt.

### Eingemeindungen
Wust gehörte früher zum zweiten Distrikt im Jerichowschen Kreis im Norden des Herzogtums Magdeburg. 1816 kam es zum Kreis Jerichow II, dem späteren Landkreis Jerichow II in der preußischen Provinz Sachsen, der ab dem 15. Juni 1950 Landkreis Genthin hieß. Zuvor war am 30. September 1928 der Gutsbezirk Wust mit der Landgemeinde Wust vereinigt worden.
Am 20. Juli 1950 wurde die bis dahin eigenständige Gemeinde Melkow nach Wust eingemeindet.
Am 25. Juli 1952 kam die Gemeinde Wust nach der Auflösung des Landkreises Genthin in den neugebildeten Landkreis Havelberg. Außerdem wurde am 15. Februar 1974 die Gemeinde Sydow mit deren Ortsteil Briest nach Wust eingemeindet.
Bis zum 31. Dezember 2009 war Wust eine selbstständige Gemeinde mit dem Wohnplatz Gehöft im Felde und den Ortsteilen Briest, Melkow, Sydow, Wust-Damm mit dem Wohnplatz Wusterdamm, Wust-Siedlung mit dem Wohnplatz Wuster Schäferei.
Die Gemeinden Fischbeck und Wust beschlossen, sich zu einer neuen Gemeinde mit dem Namen Wust-Fischbeck zusammenzuschließen, und schlossen dazu einen Gebietsänderungsvertrag. Die beiden Gemeinderäte stimmten dem Vertrag zu, in Fischbeck am 4. Juni 2009 und in Wust am 17. Februar 2009. Dieser Vertrag wurde vom Landkreis als unterer Kommunalaufsichtsbehörde genehmigt und trat am 1. Januar 2010 in Kraft.

### Einwohnerentwicklung
| Jahr      | 1782 | 1818 | 1840 | 1864 | 1867 | 1871 | 1905 | 1910 |
| Dorf Wust | 413  | 582  | 783  | 840  | 821  | 832  | 612  | 591  |
| Gut Wust  |      |      |      |      | 103  | 118  | 108  | 108  |

| Jahr | Einwohner |
| ---- | --------- |
| 1925 | 753       |
| 1933 | 673       |
| 1939 | 876       |
| 1946 | 986       |
| 1964 | 868       |
| 1971 | 831       |

| Jahr | Einwohner |
| ---- | --------- |
| 1990 | 930       |
| 2006 | 873       |
| 2014 | [00]434   |
| 2017 | [00]421   |
| 2018 | [00]431   |
| 2019 | [00]427   |

| Jahr | Einwohner |
| ---- | --------- |
| 2020 | [00]415   |
| 2021 | [00]411   |
| 2022 | [0]404    |

Quellen, wenn nicht angegeben: 1867 bis 1971 Unterlagen der Volkszählung, ab 1990:

## Religion
Die evangelische Kirchengemeinde Wust, die früher zur Pfarrei Melkow bei Wust gehörte, wird heute betreut vom Pfarrbereich Jerichow im Kirchenkreis Stendal im Bischofssprengel Magdeburg der Evangelischen Kirche in Mitteldeutschland.
Die ältesten überlieferten Kirchenbücher für Wust stammen aus dem Jahre 1679.
Die katholischen Christen gehören zur Pfarrei St. Elisabeth in Tangermünde im Dekanat Stendal im Bistum Magdeburg.

## Politik

### Bürgermeister

Altes Siegel der Gemeinde Wust

Der letzte Bürgermeister der Gemeinde war Gerhard Faller-Walzer.

### Wappen
Das vom Magdeburger Diplom-Designer Ernst Albrecht Fiedler gestaltete Wappen wurde am 17. September 2007 durch den Landkreis Stendal genehmigt.
Blasonierung: „In Gold ein roter Sparren, belegt mit fünf sechsstrahligen goldenen Sternen, im Winkel des Sparrens eine sitzende schwarze Katze mit aufgerichtetem Schwanz.“
Die Farben der ehemaligen Gemeinde sind abgeleitet von der Farbe des Hauptmotivs und der Tinktur des Schildes: Rot - Gold (Gelb).
Der Sparren steht für den Zusammenschluss, das „gemeinsame Dach“, der fünf Ortsteile – Briest, Melkow, Sydow, Wusterdamm und Wust Siedlung – die durch die Sterne symbolisiert werden. Gleichzeitig erinnert er an die Landschaft des „Kattewinkel“. Die sitzende schwarze Katze, ein „redendes“ Symbol, erinnert an das vormals gebräuchliche (inoffizielle) Wuster Wappen am Schulgebäude; weiterführend auch an das Geschlecht derer von Katte, deren Grablege sich in der Wuster Kirche befindet.

### Historisches Wappenbild
Wust führte im ehemaligen Gemeindesiegel schon einmal ein wappenähnliches Siegelbild. Dieses wurde im Zeitraum nach dem Zweiten Weltkrieg ungefähr bis zur Einführung der Bezirke und Kreise in der DDR (1945–1952) benutzt.
Eine weitere Quelle ist das Kreisheimatmuseum in Genthin.

### Flagge
Die Flagge ist Rot - Gelb (1:1) gestreift (Querformat: Streifen waagerecht verlaufend, Längsformat: Streifen senkrecht verlaufend) und mittig mit dem Gemeindewappen belegt.

## Kultur und Sehenswürdigkeiten

### Herrenhaus

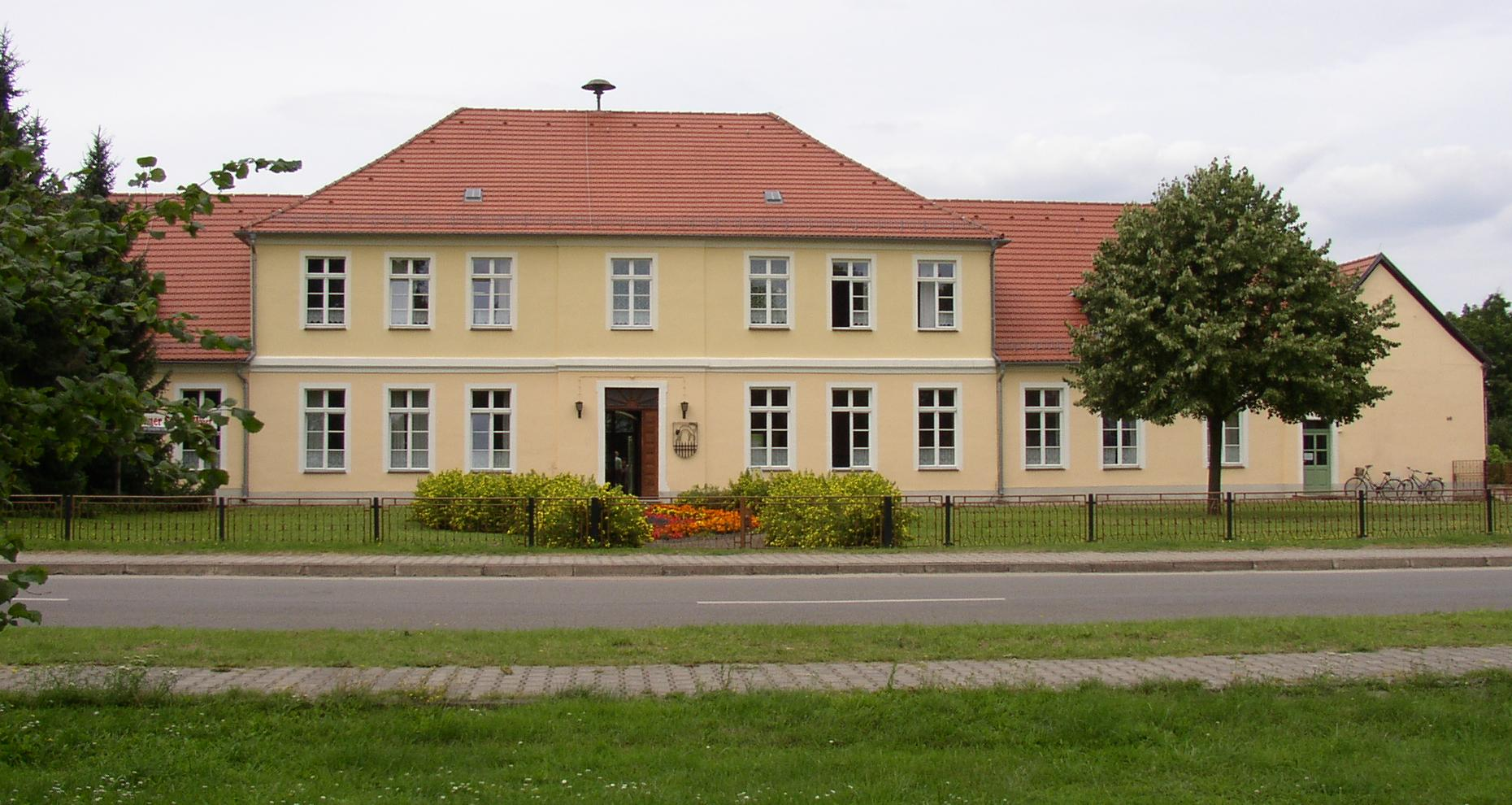
Herrenhaus derer von Katte

Nachdem der Vorgängerbau im Dreißigjährigen Krieg zerstört worden war, ließ Hans Heinrich Katt – heute bekannt unter dem Namen Hans Heinrich v. Katte – 1726/27 das Herrenhaus als neuen Sitz der Katteschen Familie erbauen. Der schlichte zweigeschossige Barockbau mit zwei Seitenflügeln bildet zur Kirche hin eine Art Ehrenhof, in dem Beutekanonen aus der Schlacht von Ramillies aufgestellt waren. Nach der 1945 erfolgten Enteignung wurde das Herrenhaus ab 1948 als Schule genutzt. Es beherbergte die Grundschule der Gemeinde Wust bis Sommer 2018 und wird derzeit im Sommer für die die Summerschool Wust genutzt. Auf der Rückseite der Schule, dem Park zugelegen, liegt das 1850 bis 1867 errichtete, viergeschossige Backsteingebäude des Kornspeichers. Dieser bietet insbesondere im Sommer Kunstausstellungen, bildnerischen Workshops und Konzerten Raum. Der schon zuvor bestehende Park wurde 1755 unter Ludolf August Katt (1709–1776) auf 25 Hektar erweitert und zu einem Barock- und Landschaftspark ausgestaltet. 1945 war der Park verwahrlost und die Statuen überwiegend umgestürzt und zerbrochen. Die erhaltenen Statuen (Mars, Diana, Flora und eine Nymphe) wurden 1951 in den Park von Mosigkau gebracht.

### Kirche

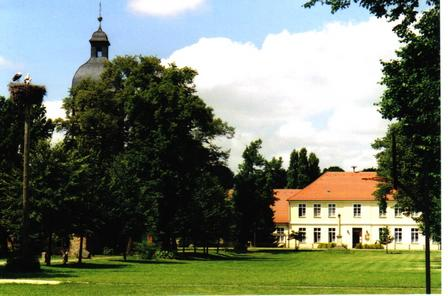
Links verdeckt die Kirche, rechts das ehemalige Herrenhaus

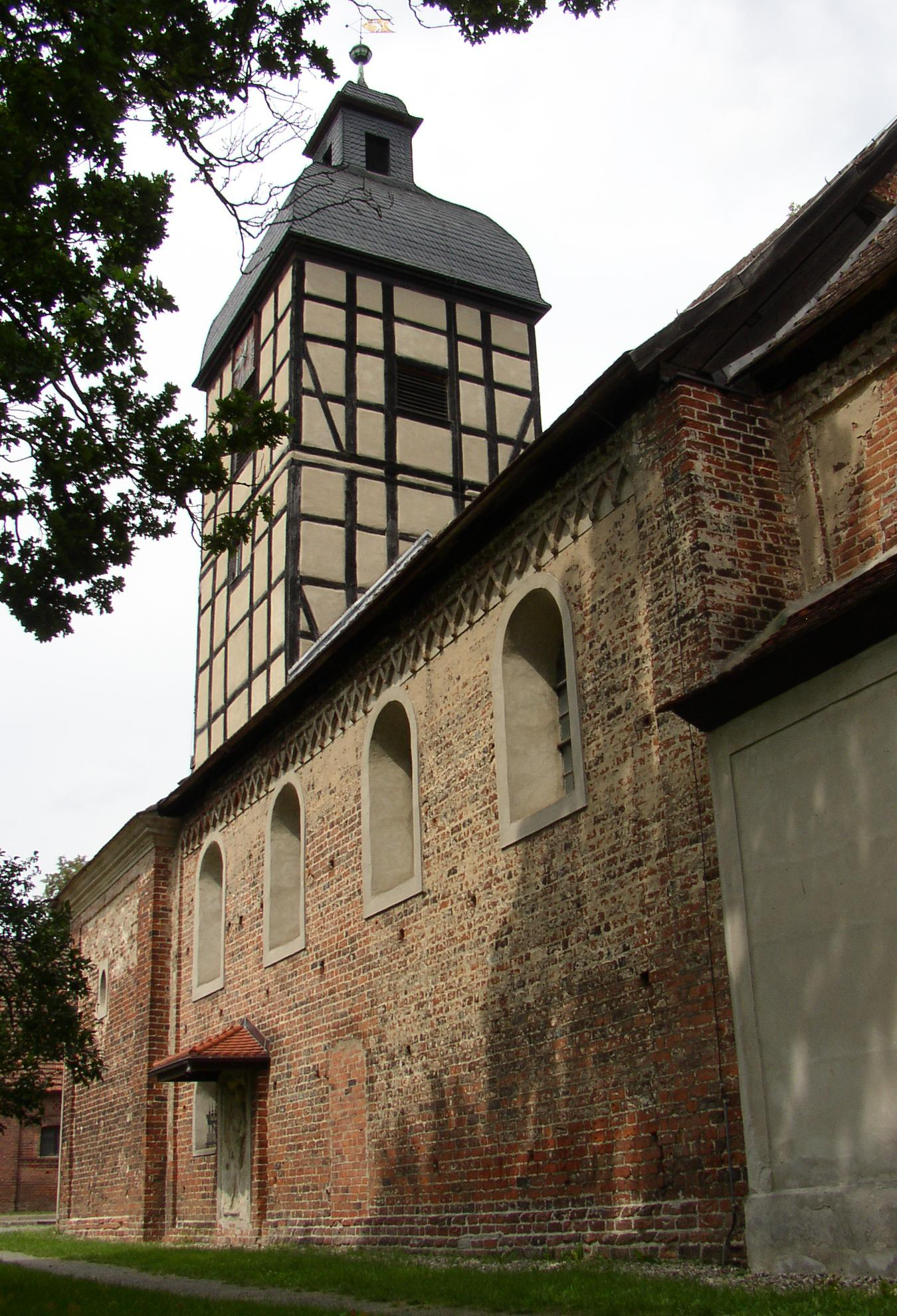
Romanische Dorfkirche in Wust

Gegenüber liegt die um 1200 einschiffig erbaute romanische Dorfkirche Wust – Anlaufpunkt an der Straße der Romanik. Sie gehörte mit ihrer Mutterkirche Melkow zum Kloster Jerichow, bis 1726 die Familie von Katte das Patronatsrecht erwarb. Nachdem der romanische Westbau im Dreißigjährigen Krieg zerstört worden war, wurde im 18. Jahrhundert der barocke Fachwerkturm mit geschweifter Haube aufgesetzt. Die Innenausstattung stammt von 1665. Dazu zählt die in flämischer Ölmalerei auf Holz ausgeführte Kassettendecke und die Emporen mit Engelsportraits sowie der Altar.

Kammerkonzert im Kornspeicher

Östlich an die Chorapsis grenzt eine backsteinerne Gruft (mit quadratischer Grundfläche), in der die Gebeine mehrerer Kattes ruhen. Sie wurde 1706/07 erbaut, als die erste Frau Hans Heinrich Katt Dorothea Sophie Reichsgräfin v. Wartensleben (1684–1707) plötzlich starb und die Turmgruft bereits überfüllt war. Ihr Sarg ist einer von insgesamt zehn, darunter auch der Marmorsarg Hans Heinrichs und der Holzsarg des närrischen Stiefelkatte. Insbesondere wurde dort 1730 Hans Hermann Katt in einem schlichten Holzsarg beigesetzt, der 1730 in Küstrin vor den Augen des Kronprinzen und späteren Königs Friedrichs II. hingerichtet wurde.
Kirche und Gruft können besichtigt werden einschließlich einer qualifizierten Führung durch Mitglieder des GuM Geschichtskreis und Marionettenbühne.

### Theater
Die Marionettenbühne in Briest wurde 1981 als Projekt der Konfirmanden des Kirchsprengels Wulkow/Wust und ihrer Katechetin gegründet. Zunächst wurde im Keller des Pfarrhauses in Großwulkow geprobt, und für die Auftritte in Kirchen entstand nach überlieferten Vorlagen eine portable Bühne. 1985 übergab der Gemeindekirchenrat Briest die dortige Dorfkirche der Marionettenbühne zur Erhaltung und Nutzung, woraufhin eine stationäre Bühne eingebaut wurde.

### Sonstiges
Nahe der Kirche in Wust steht auf einem hohen Pfahl ein Storchennest, dessen Besucherzahl jährlich auf einer kleinen Tafel dokumentiert wird.

## Wirtschaft und Infrastruktur

### Verkehrsanbindung
Wust liegt an der Bundesstraße 188 von Stendal nach Rathenow. Von der B 188 zweigt in Wust die Landstraße nach Jerichow ab. Im Nachbarort Schönhausen (Elbe) besteht Bahnanschluss nach Stendal, Rathenow und Berlin. Es verkehren Linienbusse und Rufbusse von stendalbus.

## Bildung

### Sommerschule Wust
Seit 1991 findet in Wust jährlich in der Ferienzeit eine Sommerschule für englische Sprache, Literatur, Theater und Musik statt. Studierende und Dozenten aus Großbritannien, Irland und den USA unterrichten in zwei je zweiwöchigen Durchgängen Teilnehmer aller Alter ab zehn Jahren im Gebäude der Grundschule – bei schönem Wetter auch auf dem Schulhof, dem Innenhof des Katteschen Gutshauses. Die Kurse sind entsprechend den Vorkenntnissen der englischen Sprache gestaffelt.
Neben dem Unterricht und den Workshops für britische und US-amerikanische Geschichte, Literatur, Kunst, Film und Musik sowie den Kunst-, Musik- und Keramikkursen finden zahlreiche Kulturveranstaltungen statt: Dichterlesungen, Chorsingen, Konzerte, Radtouren und als Abschluss eine zweisprachige Theateraufführung. Außer der Schule, die sich im ehemaligen Herrenhaus befindet, werden insbesondere die zur Tonhalle umfunktionierte Turnhalle, der alte Kornspeicher und die Baracke des Sportplatzes als Veranstaltungsorte genutzt. Einige Veranstaltungen finden auch in den Orten der Umgebung statt. Die Teilnehmer der Kurse zelten vor allem auf dem Sportplatz der Gemeinde, haben aber auch die Möglichkeit, bei Familien im Ort unterzukommen. Die Sommerschule wurde 1991 auf Initiative von Maria von Katte, Harriett Watts und anderen ins Leben gerufen. Langjähriger Schirmherr war Wolfgang Thierse, derzeit ist es Bernhard Schlink. Die Sommerschule ist im Kattewinkel und darüber hinaus zu einer feststehenden saisonalen Institution geworden. Zu den prominenten Gästen gehörten unter anderem Wolfgang Leonhard und Juli Zeh.

## Persönlichkeiten
- Hans Heinrich von Katte (1681–1741), preußischer Generalfeldmarschall
- Wilhelm Herrmann (1846–1922), in Melkow geborener evangelischer Theologe und Hochschullehrer